# العلاقات المكسيكية الكوبية
العلاقات المكسيكية الكوبية هي العلاقات الثنائية التي تجمع بين المكسيك وكوبا.

## مقارنة بين البلدين
هذه مقارنة عامة ومرجعية للدولتين:
| وجه المقارنة                                              | المكسيك                                                                               | كوبا                              |
| --------------------------------------------------------- | ------------------------------------------------------------------------------------- | --------------------------------- |
| المساحة (كم2)                                             | 1.97 مليون                                                                            | 109.88 ألف                        |
| عدد السكان (نسمة)                                         | 130.53 مليون                                                                          | 11.48 مليون                       |
| الكثافة السكانية (ن./كم²)                                 | 66.26                                                                                 | 104.48                            |
| العاصمة                                                   | مدينة مكسيكو                                                                          | هافانا                            |
| اللغة الرسمية                                             | اللغة الإسبانية                                                                       | اللغة الإسبانية                   |
| العملة                                                    | بيزو مكسيكي                                                                           | بيزو كوبي، بيزو كوبي قابل للتحويل |
| الناتج المحلي الإجمالي (بليون دولار)                      | 1.15 تريليون                                                                          | 87.13 مليار                       |
| الناتج المحلي الإجمالي (تعادل القوة الشرائية) بليون دولار | 2.16 تريليون                                                                          |                                   |
| الناتج المحلي الإجمالي الاسمي للفرد دولار أمريكي          | 9.01 ألف                                                                              |                                   |
| الناتج المحلي الإجمالي للفرد دولار أمريكي                 | 17.32 ألف                                                                             |                                   |
| مؤشر التنمية البشرية                                      | 0.756                                                                                 | 0.769                             |
| رمز المكالمات الدولي                                      | +52                                                                                   | +53                               |
| رمز الإنترنت                                              | .mx                                                                                   | .cu                               |
| المنطقة الزمنية                                           | منطقة زمنية وسطى، المنطقة الزمنية الجبلية، زمن منطقة المحيط الهادئ، منطقة زمنية شرقية | 00                                |

## مدن متوأمة
في ما يلي قائمة باتفاقيات التوأمة بين مدن مكسيكية وكوبية:
- ترتبط Tuxpan Municipality, Veracruz [الإنجليزية]‏ مع Niquero [الإنجليزية]‏ باتفاقية توأمة.
- ترتبط كانكون مع فاراديرو باتفاقية توأمة.[14]
- ترتبط تيكوالا [الإنجليزية]‏ مع Regla [الإنجليزية]‏ باتفاقية توأمة.
- ترتبط إيرابواتو مع Marianao [الإنجليزية]‏ باتفاقية توأمة.
- ترتبط غواناخواتو مع هافانا القديمة باتفاقية توأمة منذ 1990.[15][15][16][16]
- ترتبط مدينة مكسيكو مع هافانا باتفاقية توأمة منذ 1 سبتمبر 2008.[17][17][18][18]
- ترتبط سالتيو مع هولغوين باتفاقية توأمة.
- ترتبط سابوبان مع Marianao [الإنجليزية]‏ باتفاقية توأمة.
- ترتبط تبيك مع هافانا القديمة باتفاقية توأمة.
- ترتبط Yautepec, Morelos [الإنجليزية]‏ مع Regla [الإنجليزية]‏ باتفاقية توأمة.
- ترتبط أزكابوتزالكو مع Regla [الإنجليزية]‏ باتفاقية توأمة.
- ترتبط Axochiapan [الإنجليزية]‏ مع Regla [الإنجليزية]‏ باتفاقية توأمة.
- ترتبط Benito Juárez Municipality, Quintana Roo [الإنجليزية]‏ مع فاراديرو باتفاقية توأمة.[14]
- ترتبط كامبيتشي مع ماتانزاس باتفاقية توأمة.
- ترتبط تيخوانا مع هافانا باتفاقية توأمة منذ 1993.
- ترتبط ماردة [الإنجليزية]‏ مع كاماغواي باتفاقية توأمة.[19]
- ترتبط Carmen Municipality [الإنجليزية]‏ مع Marianao [الإنجليزية]‏ باتفاقية توأمة.
- ترتبط ماردة مع كاماغواي باتفاقية توأمة.[19]
- ترتبط Boca del Río, Veracruz [الإنجليزية]‏ مع Regla [الإنجليزية]‏ باتفاقية توأمة.

## منظمات دولية مشتركة
يشترك البلدان في عضوية مجموعة من المنظمات الدولية، منها:
| علم المنظمة | اسم المنظمة                                                          | تاريخ انضمام المكسيك | تاريخ انضمام كوبا |
| ----------- | -------------------------------------------------------------------- | -------------------- | ----------------- |
|             | يونسكو                                                               | 4 نوفمبر 1946        | 29 أغسطس 1947     |
|             | منظمة حظر الأسلحة الكيميائية                                         | ?                    | ?                 |
|             | منظمة التجارة العالمية                                               | 1995                 | ?                 |
|             | وكالة حظر الأسلحة النووية في أمريكا اللاتينية ومنطقة البحر الكاريبي ‏ | ?                    | ?                 |
|             | الاتحاد البريدي العالمي                                              | ?                    | ?                 |
|             | منظمة الشرطة الجنائية الدولية                                        | ?                    | ?                 |
|             | الأمم المتحدة                                                        | 7 نوفمبر 1945        | 24 أكتوبر 1945    |
|             | الاتحاد الدولي للاتصالات                                             | 1 يوليو 1908         | 16 يناير 1918     |
|             | المنظمة الهيدروغرافية الدولية                                        | ?                    | ?                 |
|             | مجموعة دول أمريكا اللاتينية والكاريبي                                | ?                    | ?                 |

## أعلام
هذه قائمة لبعض الشخصيات التي تربطها علاقات بالبلدين:
- ألاسكا (13 يونيو 1963[26] – )
- أليكس سانشيز (1957 – )
- توفيق جيارش (لاعب كرة قدم مكسيكي، 4 أكتوبر 1991[27] – )
- روبرتو أورسي (20 يوليو 1973[28] – )
- كاميلا كابيو (مغنية أمريكية، 3 مارس 1997 – )
- ماريانا سيواني (10 يونيو 1976 – )
- مانويل ماركيز ستيرلينغ (28 أغسطس 1872 – 9 ديسمبر 1934)

## وصلات خارجية
- موقع وزارة الخارجية المكسيكية
- موقع وزارة الخارجية الكوبية